# Agave chrysantha
Agave chrysantha är en sparrisväxtart som beskrevs av Robert Hibbs Peebles. Agave chrysantha ingår i släktet Agave och familjen sparrisväxter. Inga underarter finns listade i Catalogue of Life.